# Helena Lulić
Helena Lulić (21. veljače 1974.) je hrvatska rukometašica.
S hrvatskom seniorskom reprezentacijom osvojila je srebro na Mediteranskim igrama 1997. godine.